# Slade
Slade var et af de mest betydningsfulde britiske band indenfor glam rock-perioden i 1970'erne. Fra 1971 til 1976 havde de 16 top 20-hits, herunder seks, der lå på førstepladsen, ligesom fire af deres albums røg til tops. Derved udkonkurrerede de samtidige grupper som Sweet, Wizzard, Suzi Quatro, T.Rex og sågar David Bowie.
Slade bestod af:
- Noddy Holder – forsanger/rytmeguitarist
- Jimmy Lea – bassist/violinist/pianist
- Dave Hill – leadguitarist
- Don Powell – trommeslager

Slade startede i Wolverhampton, England, som The N'Betweens i 1966, og i de følgende år ernærede de sig som live band, hvor de bl.a. spillede rhythm'n'blues, Tamla Motown, psykedelisk vestkystmusik og Chuck Berry-numre.
Slade var et uprætentiøst arbejderklasseband, og de tiltrak en stor hengiven fanskare uden dog at være i stand til at få en pladekontrakt. I 1969 skiftede de navn til Ambrose Slade, hvilket på opfordring fra deres nyudnævnte manager og producer Chas Chandler blev forkortet til Slade. Chandler var tidligere bassist i The Animals og manager for Jimi Hendrix. I 1970 forsøgte Slade sig med et skinhead-look med kronragede hoveder og Dr. Martens-støvler, men først da de begyndte at skrive deres egne numre og som del af glam rock bevægelsen igen lod håret gro og, tog karrieren for alvor fart.
Holders og Leas mangeårige samarbejde som sangskrivere er i musikbranchen blevet kaldt for et af verdens bedste. Sanger Noddy Holders vovede, humoristiske og meget personlige tekster passede perfekt til bassist Jim Leas hårde rockkompositioner. At teksterne bevidst var stavet forkert på den "Black Country"-dialekt, som man talte i det midtvestlige England, fik kun gruppen til at markere sig yderligere. Af deres mange hits kan nævnes:
- 'Coz I Luv You, 1971
- Look Wot You Dun, 1972
- Take Me Bak 'ome, 1972
- Mama Weer All Crazee Now, 1972
- Gudbuy t'Jane, 1972
- Cum On Feel the Noize, 1973
- Skweeze Me, Pleeze Me, 1973
- My Friend Stan, 1973
- Merry Xmas Eeverybody, 1973
- Everyday, 1974
- Far Far Away, 1974
- Thanks for the Memory (Wham Bam Thank You Mam), 1975
- My Oh My, 1983
- Radio Wall of Sound, 1991

I 1974 lavede Slade den anmelderroste film Flame, som af flere kritikere, bl.a. BBCs Mark Kermode er blevet kaldt verdens bedste biografiske rockfilm. Filmen var instrueret af Richard Loncraine og havde drejebog af Andrew Birkin. Alle scener i filmen fremstiller begivenheder, der er sket i virkeligheden, ikke alle nødvendigvis for Slade, men også for andre grupper som The Animals, Jimi Hendrix Experience, Screaming Lord Sutch m.fl. Filmens dystre og til tider voldelige handling er blevet sammenlignet med Quentin Tarantinos film, og Slades medlemmer demonstrerede desuden forbløffende skuespillertalenter, ikke mindst Holder og Lea. Flames soundtrackalbum indeholdt de to tophits Far Far Away og How Does it Feel.
Hvor Slade nød umådelig popularitet i Europa, forblev deres forsøg på at slå igennem i USA stort set resultatløst. I slutningen af 1970'erne måtte bandet konstatere, at pladeudgivelserne ikke solgte som i storhedstiden, og der blev længere mellem de store jobs. Bandet stod overfor opløsning, da de i 1980 blev anmodet om med kort varsel at spille på Reading Festivalen, da Ozzy Osbourne havde meldt afbud. Dave Hill ønskede oprindeligt ikke at spille koncerten, og det øvrige band var tøvende, men lod sig overtale til at give en sidste koncert foran et stort publikum på 65.000 tilskuere. Koncerten blev en kæmpesucces for Slade, der efter flere års pause pludselig igen stod i rampelyset. Med Ozzy Osbournes kone Sharon Osbourne som manager lykkedes det dem herefter i 1980'erne at få tre hits i USA med My Oh My, Run Runaway og We All Join Hands. Slade blev "adopteret" af heavy metal-fans og havde desuden stor indflydelse på grupper som Kiss, Twisted Sister, Quiet Riot og Oasis.
Slade ophørte med at turnere i 1984, men indspillede plader frem til deres 25 års-jubilæum i 1991. Her valgte sanger Noddy Holder at forlade gruppen, og han blev fulgt af bassisten Jimmy Lea. Guitarist Dave Hill og trommeslager Don Powell genoplivede senere bandet som Slade II med bl.a. sangeren Steve Whalley. Siden 2005 har Slade består af Dave Hill guitar, Don Powell trommer, Mal McNulty sang og guitar og John Barry bas.
I 2006 i forbindelse med Slades 40 års juilæum blev hele deres bagkatalog genudgivet af Union Square Music, ligesom deres film Flame atter udkom på DVD.

## Diskografi
- Beginnings (som Ambrose Slade, 1969)
- Play It Loud (1970)
- Slayed? (1972)
- Old New Borrowed and Blue (1974)
- Slade in Flame (1974)
- Nobody's Fools (1976)
- Whatever Happened to Slade (1977)
- Return to Base (1979)
- We'll Bring the House Down (1981)
- Till Deaf Do Us Part (1981)
- The Amazing Kamikaze Syndrome (1983), genudgivet som 1984 som Keep Your Hands Off My Power Supply
- Rogues Gallery (1985)
- Crackers - The Christmas Party Album (1985)
- You Boyz Make Big Noize (1987)
- Keep on Rockin' (1994) (som Slade II), genudgivet i 2002 som Cum on Let's Party